# Le Tueur (bande dessinée)
Pour les articles homonymes, voir Le Tueur.
Le Tueur est une série de bande dessinée policière scénarisée par Matz et dessinée par Luc Jacamon, publiée chez Casterman dans la collection Ligne rouge avec un premier volume sorti le 25 novembre 1998 et 13 volumes sortis au 17 septembre 2014.
Une série dérivée intitulée Le Tueur - Affaires d'état est publiée chez le même éditeur avec un premier volume sorti le 15 janvier 2020 et 5 volumes sortis au 11 octobre 2023.
Une adaptation cinématographique, The Killer, réalisée par David Fincher avec Michael Fassbender dans le rôle titre, est diffusée sur Netflix le 10 novembre 2023.

## Synopsis
La série met en scène le personnage du Tueur, un tueur à gages qui exécute froidement ses contrats. La particularité de la série est que les dialogues sont quasiment absents ; le lecteur suit le monologue du personnage sur ses états d'âmes, ses réflexions et ses souvenirs.

## Personnages
- Le Tueur : personnage principal de la série, son nom n'est jamais dévoilé. Les autres personnages l'appellent « Tueur » et il adopte de multiples identités lors de ses contrats. Il a commencé son métier à l'âge de 20 ans comme amateur puis a enchainé les contrats et s'est professionnalisé. De nationalité française, il a de nombreuses relations en Amérique latine. Il s'est d'abord établi au Venezuela puis a voyagé au gré de ses contrats ou pour échapper à la police ou à des gens qui voulaient l'éliminer. Il a une compagne vénézuélienne, avec qui il a un fils, et une maîtresse cubaine. Lors d'un de ses voyages à Paris, on apprend son prénom : Christian.
- Édouard de la Streille (tomes 1 et 2) : avocat à Paris, il est le commanditaire et ami du Tueur. Les deux hommes se sont rencontrés à la fac de droit, le Tueur étant étudiant en première année et Édouard étant professeur. À la suite du contrat de la rue Chaptal (tome 1), il décide de se débarrasser du Tueur en envoyant un tueur débutant nommé Alain (tome 2) qui échoue. À la suite de cet échec, le Tueur l'élimine en faisant passer sa pendaison pour un suicide à la veille de l'an 2000.
- Jean-Louis Laporte (tome 1 et 2) : policier chargé de la surveillance du Docteur Martini, il se lance à la poursuite du Tueur jusqu'au Venezuela mais il se fait surprendre et tuer dans les marécage de l'Orénoque.
- Mariano Schloss (tome 3 à 12) : criminel d'un cartel de la drogue colombien, il devient l'ami et l'associé du Tueur.Il est décédé.
- Le Docteur Martini (tome 1) : il est la cible de la rue Chaptal. Au fil des albums, sa véritable personnalité et ses liens avec la mafia colombienne sont dévoilées.
- Le parrain de Mariano (tomes 3 à 13) : chef d'un cartel de la drogue en Colombie, il oblige le Tueur à travailler pour lui afin de rembourser une dette et devient son nouveau commanditaire.
- La compagne du tueur (tome 2 à 13) : fidèle et silencieuse sur les agissements de son compagnon, cette femme vénézuélienne vit avec le Tueur. Ils ont un fils ensemble (tome 6).
- Antoine (tomes 4 et 5) : policier qui devient l'ami du Tueur.
- Katia (tome 7 à 10) : d'origine cubaine, elle est la maîtresse du Tueur.

## Publication

### Série principale
- 1. Long feu, Casterman,  (ISBN 978-2-203-38916-8), 25 novembre 1998
Scénario : Matz - Dessin : Luc Jacamon
- 2. L'engrenage, Casterman,  (ISBN 978-2-203-38941-0), 12 avril 2000
Scénario : Matz - Dessin : Luc Jacamon
- 3. La dette, Casterman,  (ISBN 978-2-203-38966-3), 24 août 2001
Scénario : Matz - Dessin : Luc Jacamon
- 4. Les liens du sang, Casterman,  (ISBN 978-2-203-38998-4), 29 août 2002
Scénario : Matz - Dessin : Luc Jacamon
- 5. La mort dans l'âme, Casterman,  (ISBN 978-2-203-38600-6), 24 octobre 2003
Scénario : Matz - Dessin : Luc Jacamon
- 6. Modus Vivendi, Casterman,  (ISBN 978-2-203-00181-7), 24 septembre 2007
Scénario : Matz - Dessin : Luc Jacamon
- 7. Le commun des mortels, Casterman,  (ISBN 978-2-203-01438-1), 26 août 2009
Scénario : Matz - Dessin : Luc Jacamon
- 8. L'ordre naturel des choses, Casterman,  (ISBN 978-2-203-03167-8), 16 juin 2010
Scénario : Matz - Dessin : Luc Jacamon
- 9. Concurrence déloyale, Casterman,  (ISBN 978-2-203-03178-4), 1er mars 2011
Scénario : Matz - Dessin : Luc Jacamon
- 10. Le cœur à l'ouvrage, Casterman,  (ISBN 978-2-203-03179-1), 25 janvier 2012
Scénario : Matz - Dessin : Luc Jacamon
- 11. La suite dans les idées, Casterman,  (ISBN 978-2-203-05296-3), 9 janvier 2013
Scénario : Matz - Dessin : Luc Jacamon
- 12. La main qui nourrit, Casterman,  (ISBN 978-2-203-06221-4), 13 novembre 2013
Scénario : Matz - Dessin : Luc Jacamon
- 13. Lignes de fuite, Casterman,  (ISBN 978-2-203-07832-1), 17 septembre 2014
Scénario : Matz - Dessin : Luc Jacamon

#### Intégrale
- 1. Intégrale, Casterman,  (ISBN 978-2-203-24942-4), 11 octobre 2023
Scénario : Matz - Dessin : Luc Jacamon
- 2. Intégrale, Casterman,  (ISBN 978-2-203-10047-3), 9 novembre 2016
Scénario : Matz - Dessin : Luc Jacamon

### Le Tueur - Affaires d'état
- 1. Traitement négatif, Casterman,  (ISBN 978-2-203-19114-3), 15 janvier 2020
Scénario : Matz - Dessin : Luc Jacamon
- 2. Circuit court, Casterman,  (ISBN 978-2-203-14975-5), 14 octobre 2020
Scénario : Matz - Dessin : Luc Jacamon
- 3. Variable d'ajustement, Casterman,  (ISBN 978-2-203-22337-0), 10 novembre 2021
Scénario : Matz - Dessin : Luc Jacamon
- 4. Frères humains, Casterman,  (ISBN 978-2-203-23184-9), 12 octobre 2022
Scénario : Matz - Dessin : Luc Jacamon
- 5. La face cachée de l'abîme, Casterman,  (ISBN 978-2-203-27348-1), 11 octobre 2023
Scénario : Matz - Dessin : Luc Jacamon

### Éditions étrangères
Aux États-Unis, la série est publiée par Archaia Entertainment sous le titre The Killer.

## Distinctions
En 2000, le Prix Meilleur Premier Album des Lycéens Picards est remis à Luc Jacamon lors des Rendez-vous de la bande dessinée d'Amiens. En 2002, Luc Jacamon remporte le prix du Meilleur album francophone pour le tome 4 de la série, Les liens du sang.
Aux États-Unis, l'édition collectée du Volume 1 remporte le prix du « Meilleur livre indépendant » dans le cadre du Best of 2007 d'IGN. L'édition remporte également le prix de la « Meilleure bande dessinée que vous n'avez pas lue cette année » de Newsarama (en) et est nommée pour la « Meilleure édition américaine de matériel international » du Prix Eisner 2008.

## Adaptation cinématographique
Le développement de l'adaptation du roman graphique commence en 2007 chez Paramount Pictures et Plan B Entertainment, avec David Fincher engagé en tant que réalisateur et Alessandro Camon en tant que scénariste. En 2021, Fincher transfère le projet sur Netflix avec Andrew Kevin Walker remplaçant Camon en tant que scénariste et Michael Fassbender dans le rôle principal. Le film sort en salles de manière limitée le 27 octobre 2023 via Netflix, avant d'être diffusé sur la plateforme le 10 novembre 2023.

### Documentation
- Luc Jacamon, « Dessinatueur né », BoDoï, no 66,‎ août-septembre 2003, p. 18.
- Matz (interviewé), Luc Jacamon (interviewé) et Christophe Steffan, « Matz et Jacamon : Tueur, le deuxième contrat », dBD, no 17,‎ octobre 2007, p. 68-70.
- Paul Gravett (dir.), « De 1990 à 1999 : Le Tueur », dans Les 1001 BD qu'il faut avoir lues dans sa vie, Flammarion, 2012 (ISBN 2081277735), p. 680.